# Дворцова вулиця (Донецьк)
Дворцо́ва ву́лиця — вулиця в Кіровському районі міста Донецька. Пролягає від Нижньодворцової до Бібліотечної вулиці. 
До вулиці прилягає Молодіжна площа. 
На вулиці розташовані 4 будинки: №№ 5, 9, 11, 12.